# UCB
UCB este o companie belgiană cu sediul în Bruxelles, ce activează în domeniul farmaceutic.